# Menominee (Illinois)
Menominee es una villa ubicada en el condado de Jo Daviess en el estado estadounidense de Illinois. En el Censo de 2010 tenía una población de 248 habitantes y una densidad poblacional de 52,58 personas por km².

## Geografía
Menominee se encuentra ubicada en las coordenadas 42°28′20″N 90°32′36″O / 42.47222, -90.54333. Según la Oficina del Censo de los Estados Unidos, Menominee tiene una superficie total de 4.72 km², de la cual 4.72 km² corresponden a tierra firme y (0%) 0 km² es agua.

## Demografía
Según el censo de 2010, había 248 personas residiendo en Menominee. La densidad de población era de 52,58 hab./km². De los 248 habitantes, Menominee estaba compuesto por el 97.58% blancos, el 0.4% eran afroamericanos, el 0% eran amerindios, el 0% eran asiáticos, el 0% eran isleños del Pacífico, el 1.21% eran de otras razas y el 0.81% pertenecían a dos o más razas. Del total de la población el 1.21% eran hispanos o latinos de cualquier raza.